# Laons
Laons ist eine französische Gemeinde mit 655 Einwohnern (Stand: 1. Januar 2022) im Département Eure-et-Loir in der Region Centre-Val de Loire; sie gehört zum Arrondissement Dreux und zum Kanton Saint-Lubin-des-Joncherets.

## Geographie
Laons liegt etwa zwölf Kilometer westlich von Dreux. Zu Laons gehören die Ortsteile Corbonval, Le Troncey, La Villrdieu und Thessily. Umgeben wird Laons von den Nachbargemeinden Saint-Lubin-des-Joncherets im Norden, Escorpain im Nordosten, Châtaincourt im Osten, Saint-Ange-et-Torçay im Südosten und Süden, Crucey-Villages im Südwesten sowie Prudemanche im Nordwesten.

## Bevölkerungsentwicklung
| Jahr                       | 1962 | 1968 | 1975 | 1982 | 1990 | 1999 | 2006 | 2013 | 2020 |
| Einwohner                  | 491  | 426  | 488  | 494  | 523  | 660  | 713  | 724  | 671  |
| Quellen: Cassini und INSEE |      |      |      |      |      |      |      |      |      |

## Sehenswürdigkeiten

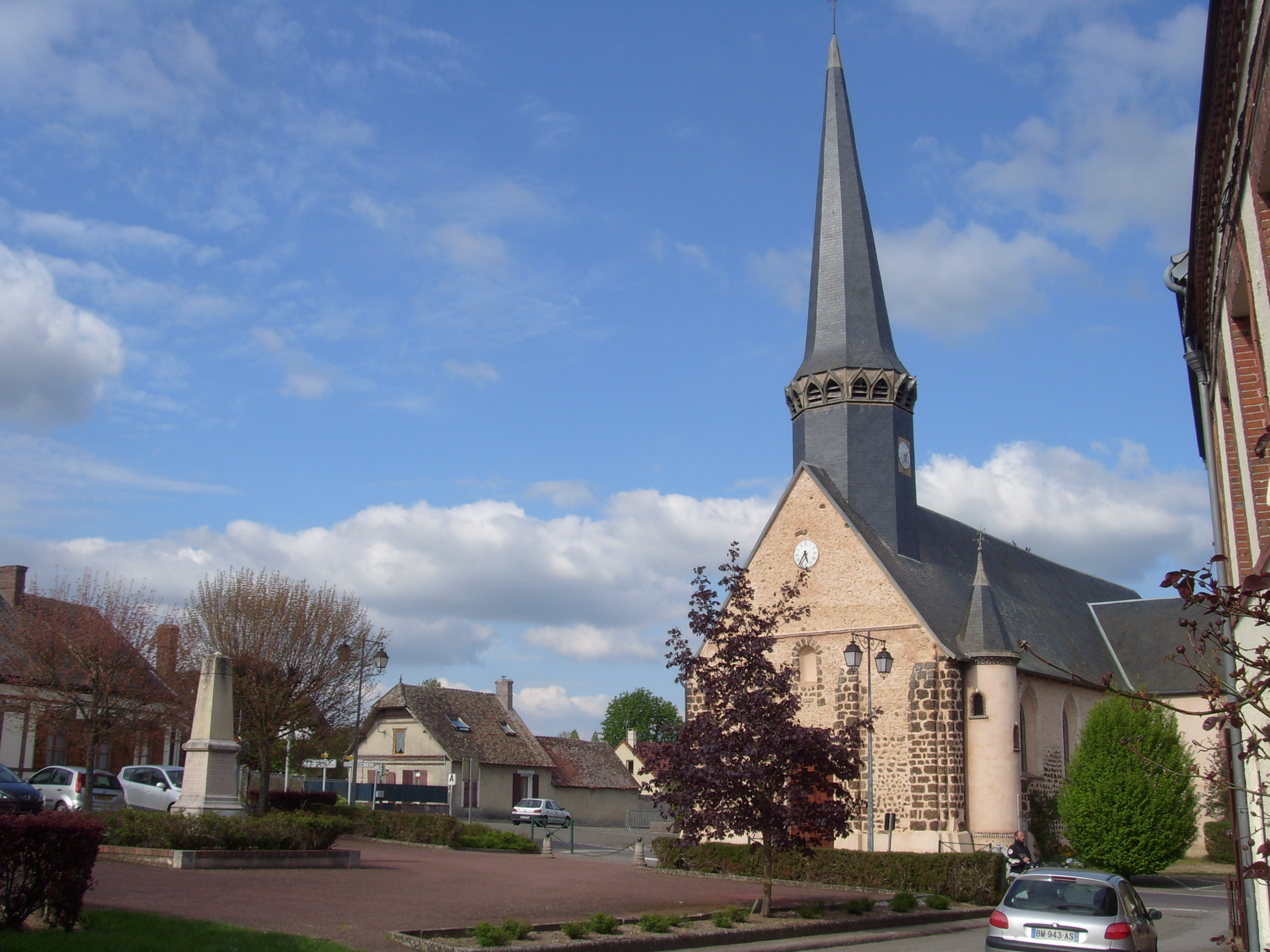
Kirche Saint-Martin

- Kirche Saint-Martin